# Lista sculpturilor din Parcul Copou, Iași
Aceasta este o listă de sculpturi care decorează Parcul Copou din Iași. Lista include  Obeliscul cu lei, mai multe busturi dedicate unor personalități culturale române, precum și o fântână cu statuete sculptate în marmură. 

## Prezentare generală

### Obeliscul cu lei
Obeliscul, cunoscut și sub denumirea de "Monumentul Regulamentului Organic", este amplasat în centrul parcului, în apropiere de Teiul lui Eminescu. El a fost construit între anii 1834-1841 după planurile lui Gheorghe Asachi și ridicat în cinstea domnitorului moldovean Mihail Sturdza și a puterilor suzerane și protectoare sub a căror influență se aflau Principatele Române. Este inclus în Lista monumentelor istorice din județul Iași, fiindu-i atribuit codul IS-III-m-B-04290. 
Edificiul a fost lucrat în piatră de  Șcheia de către sculptori polonezi. 

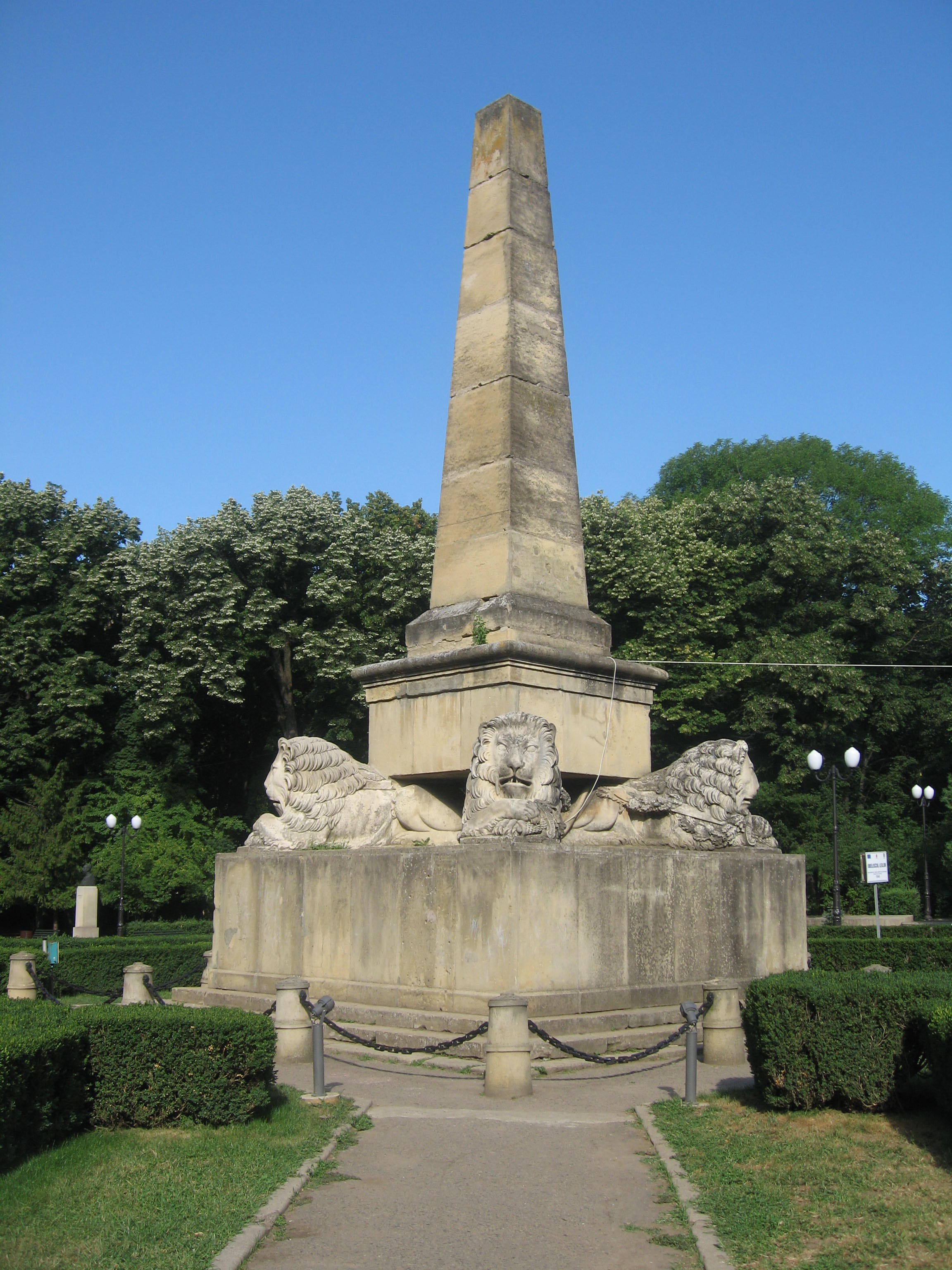
Obeliscul cu lei din Iaşi
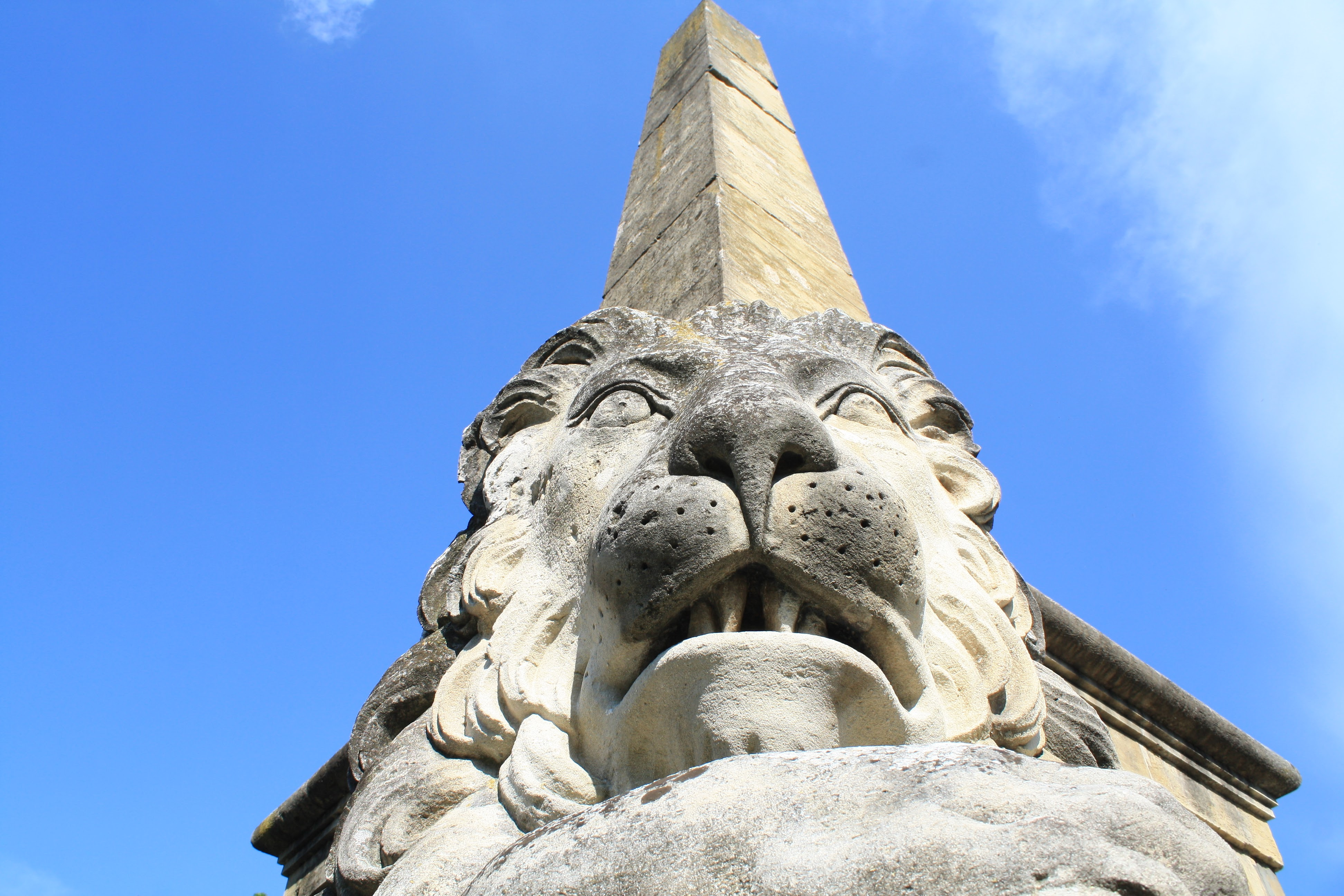
Obeliscul cu lei din Iaşi (detaliu)
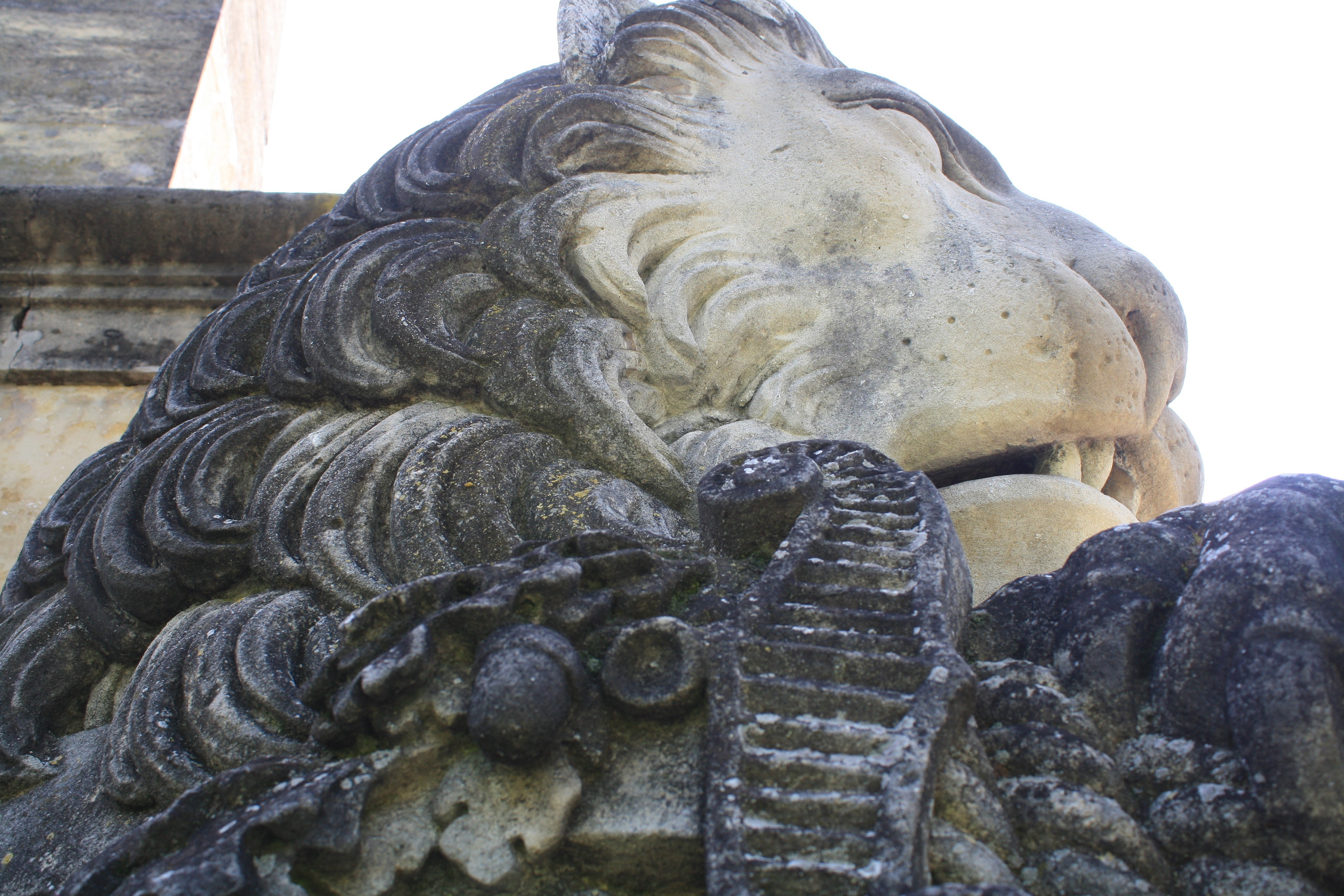
Detalii sculptate
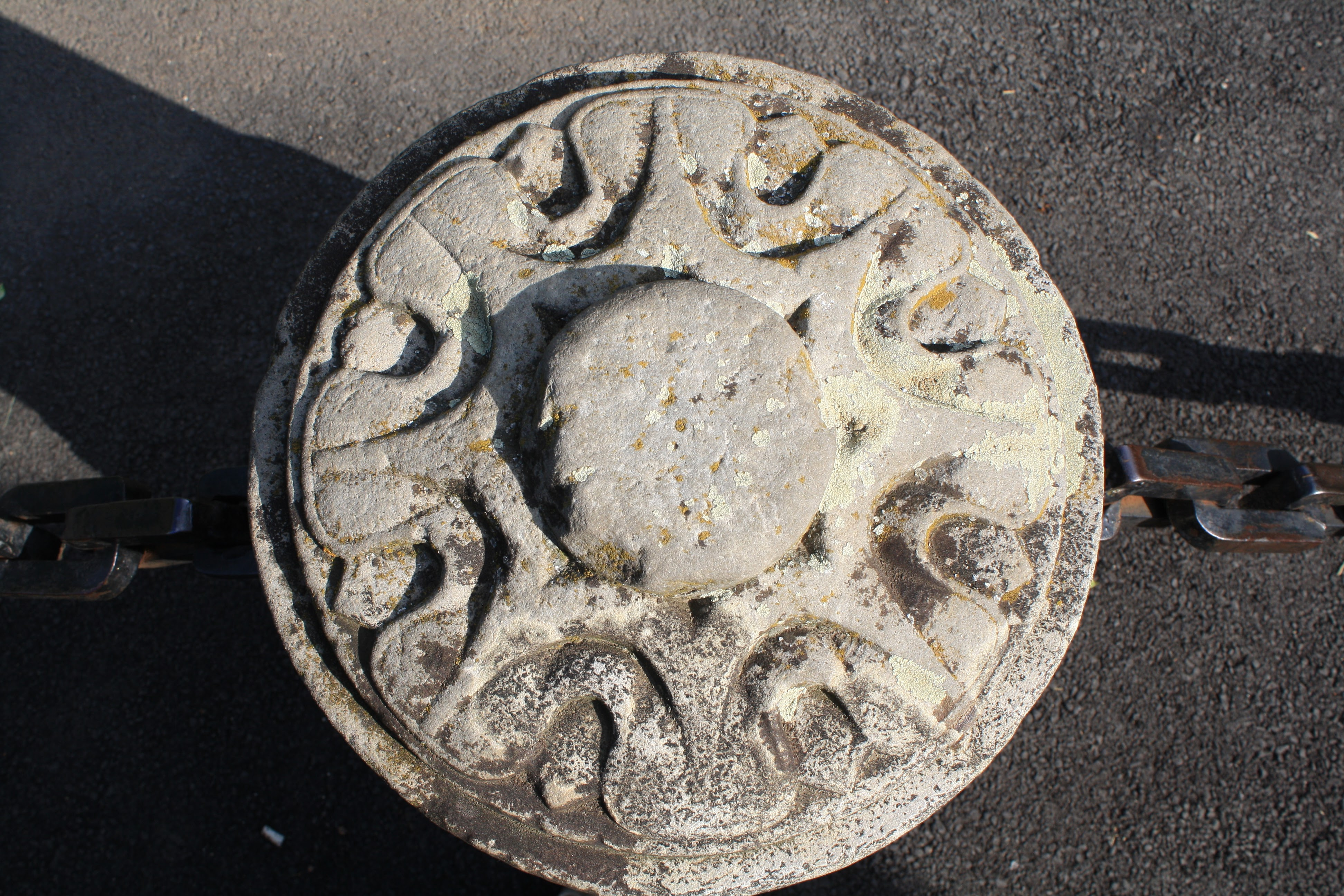
Sculptură în piatră de Șcheia lângă obelisc

### Busturi
Dintre monumentele dedicate personalităților culturale, înregistrate ca monumente istorice sunt bustul lui Mihai Eminescu, Bustul lui Ion Creangă (ambele situate în oglindă, în interiorul piațetei centrale), Monumentul poetei Veronica Micle, Bustul lui Costache Negruzzi, Bustul lui Iacob Negruzzi, Bustul lui  Gheorghe Panaitescu-Bardasare, Bustul lui Constantin Daniel Stahi, Bustul lui Nicolae Gane și Bustul lui Barbu Ștefănescu-Delavrancea.  Monumente dedicate lui George Topârceanu, Ion Luca Caragiale, Emanoil Panaiteanu-Bardasare, Octav Băncilă, Ciprian Porumbescu și Grigore Vieru decorează alte alei ale parcului.  
În martie 2013 busturile de bronz ale lui Ciprian Porumbescu, Nicolae Gane și Barbu Ștefănescu Delavrancea, ultimele două monumente istorice care fuseseră expuse în parc de aproape un secol, au fost furate, dezmembrate și vândute ca fier vechi de către trei indivizi. Aceștia au fost ulterior arestați, însă operele de artă nu au mai putut fi recuperate.   În 2014 municipalitatea a înlocuit sculpturile distruse cu reproduceri contemporane. 

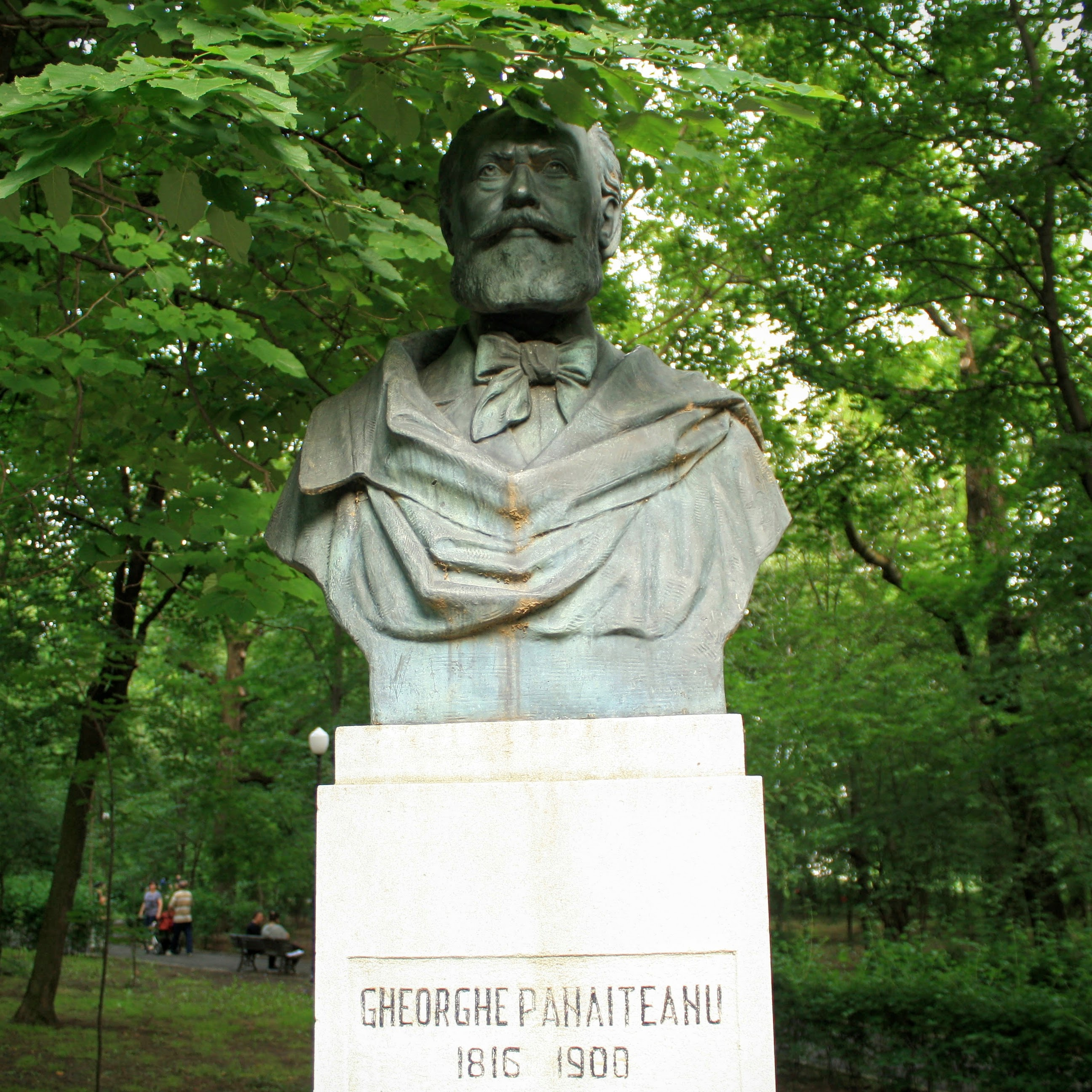
Gheorghe Panaiteanu-Bardasare
Veronica Micle
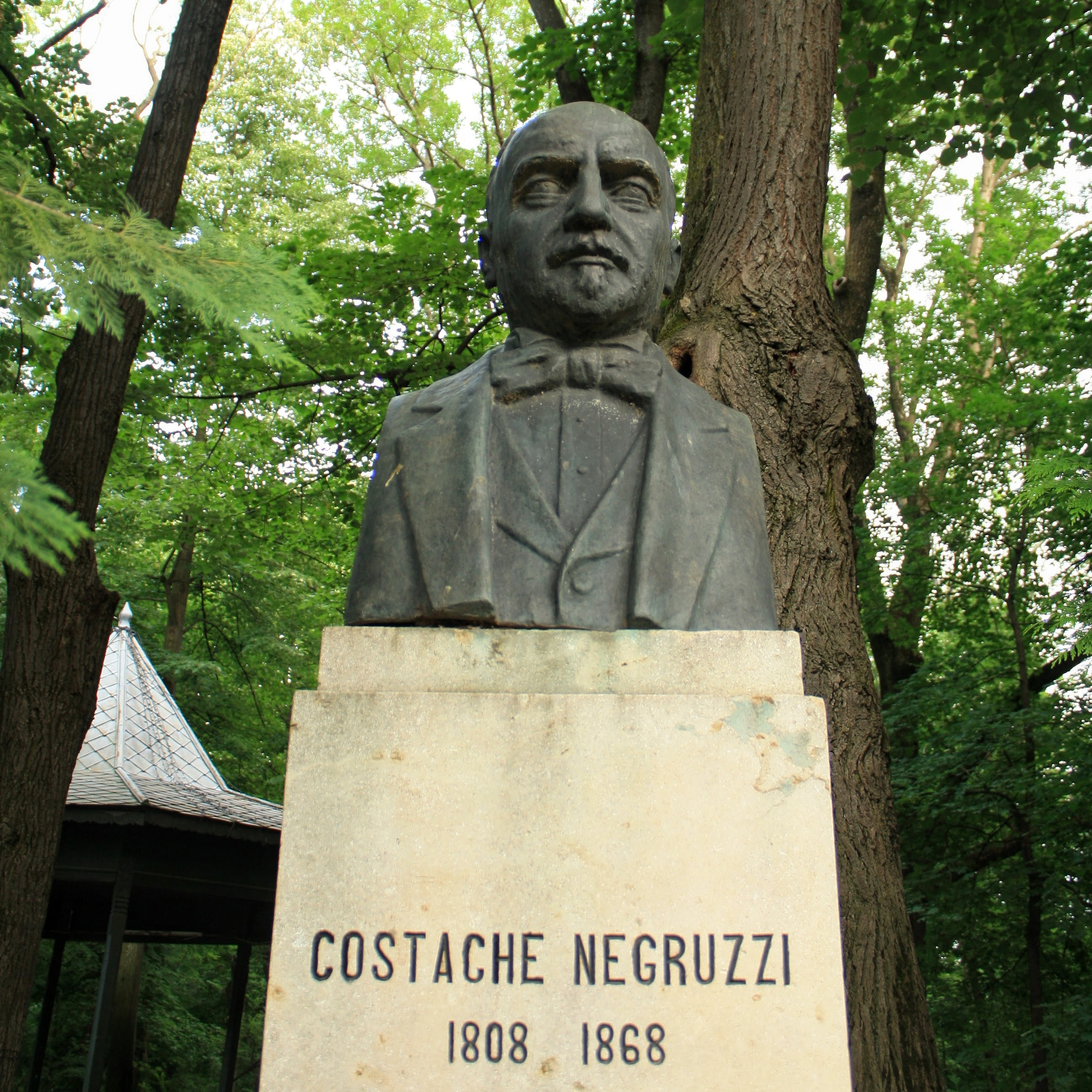
Costache Negruzzi
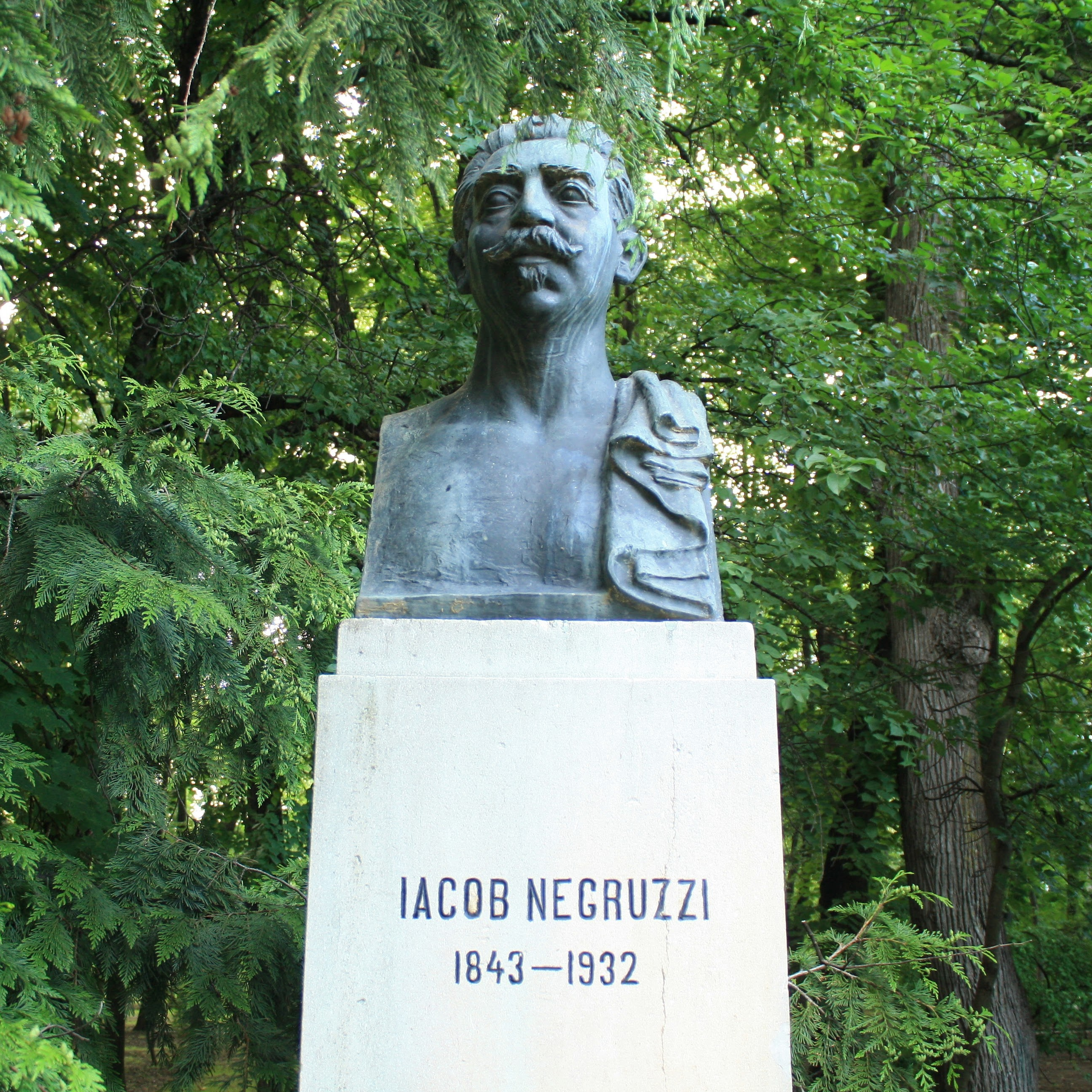
Iacob Negruzzi
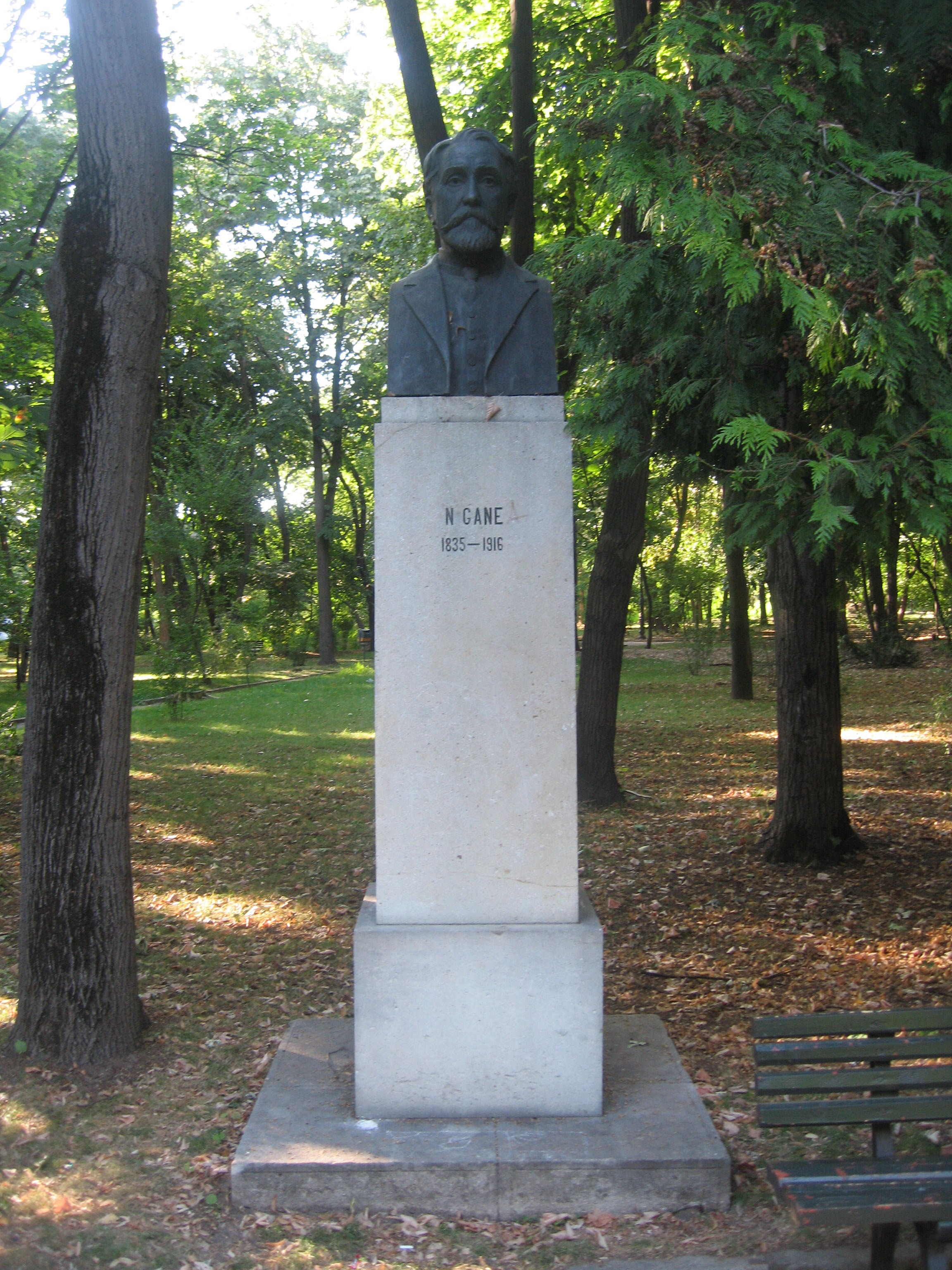
Nicolae Gane (bustul original)
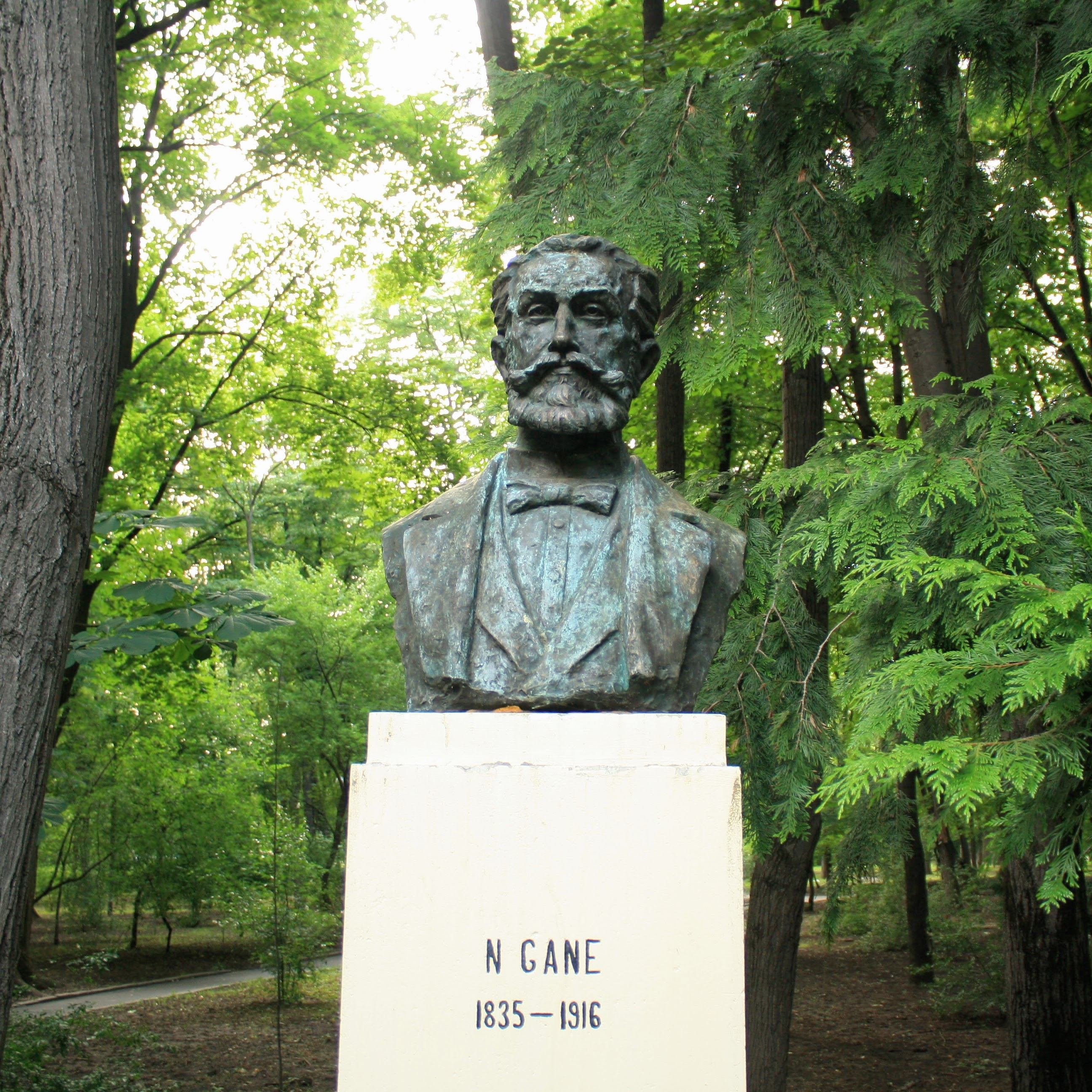
Nicolae Gane (reproducere contemporană)
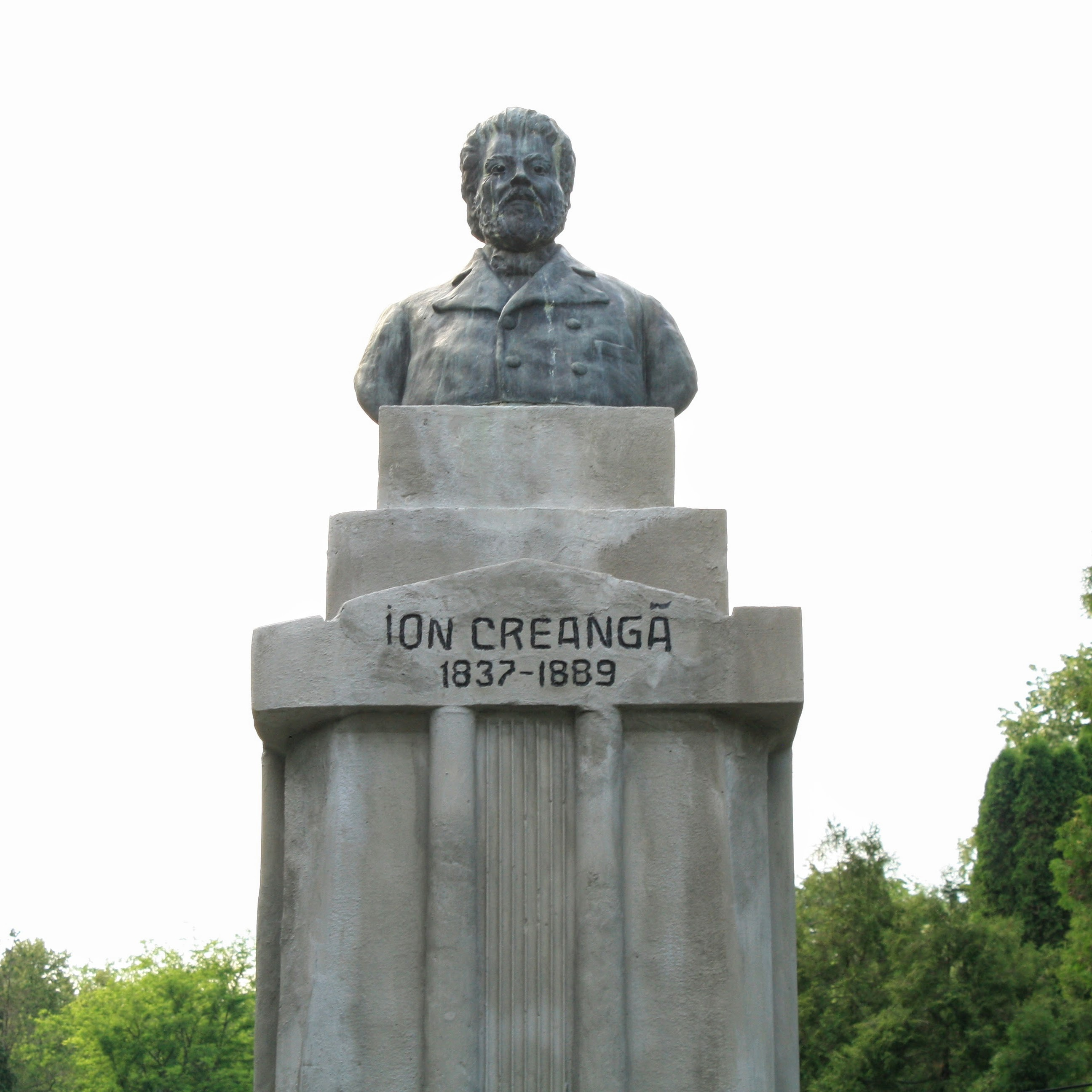
Ion Creangă
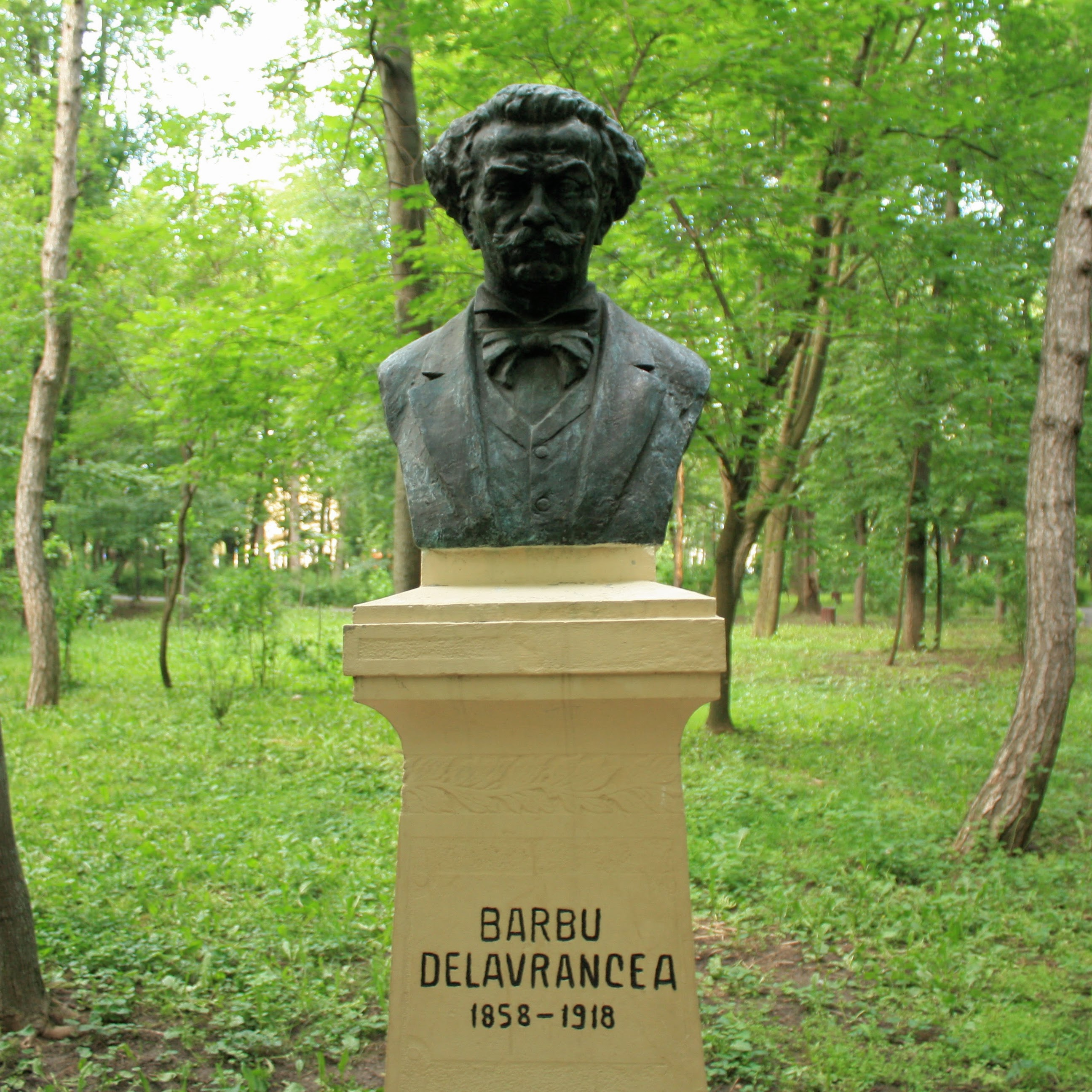
Barbu Ştefănescu Delavrancea
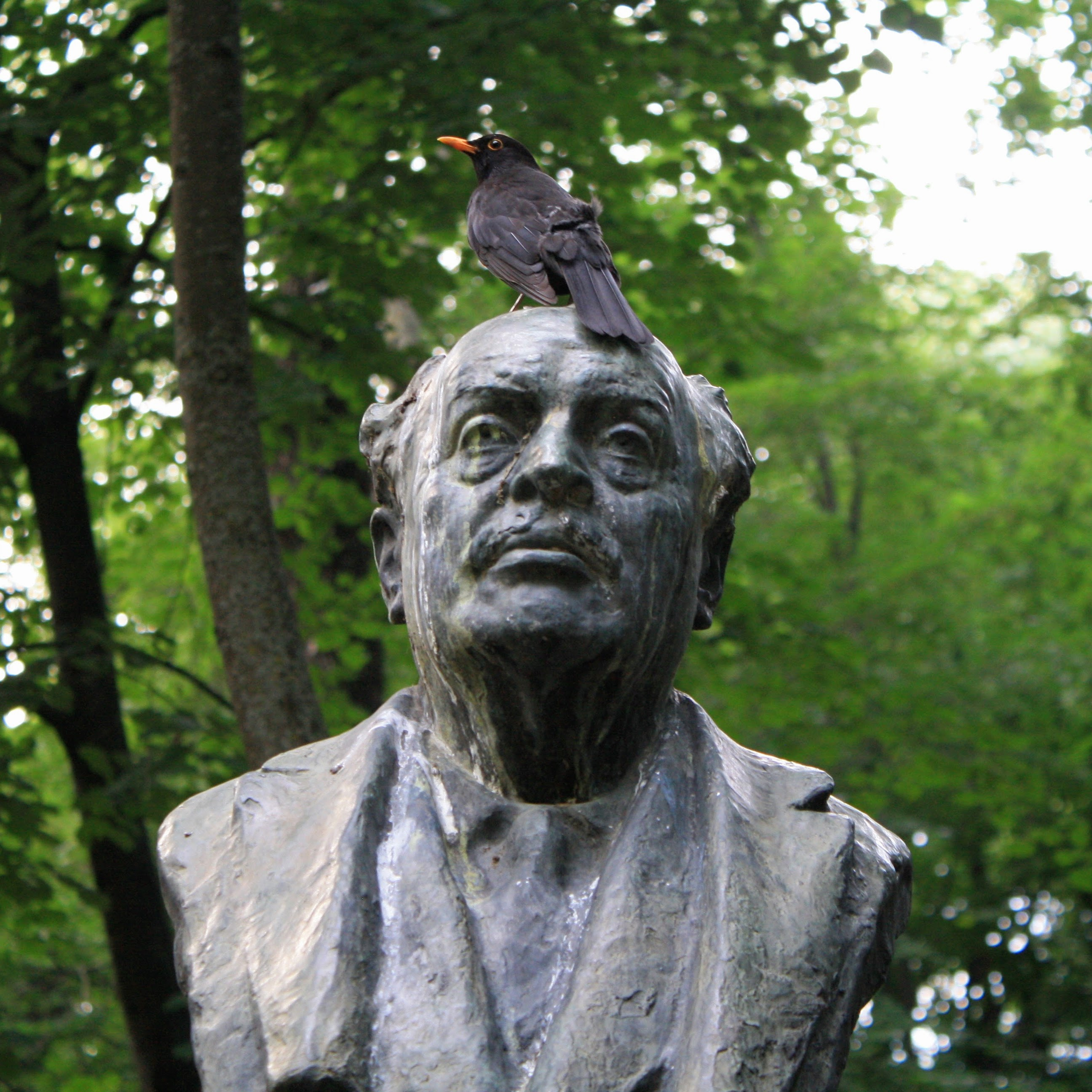
Emanoil Panaiteanu-Bardasare
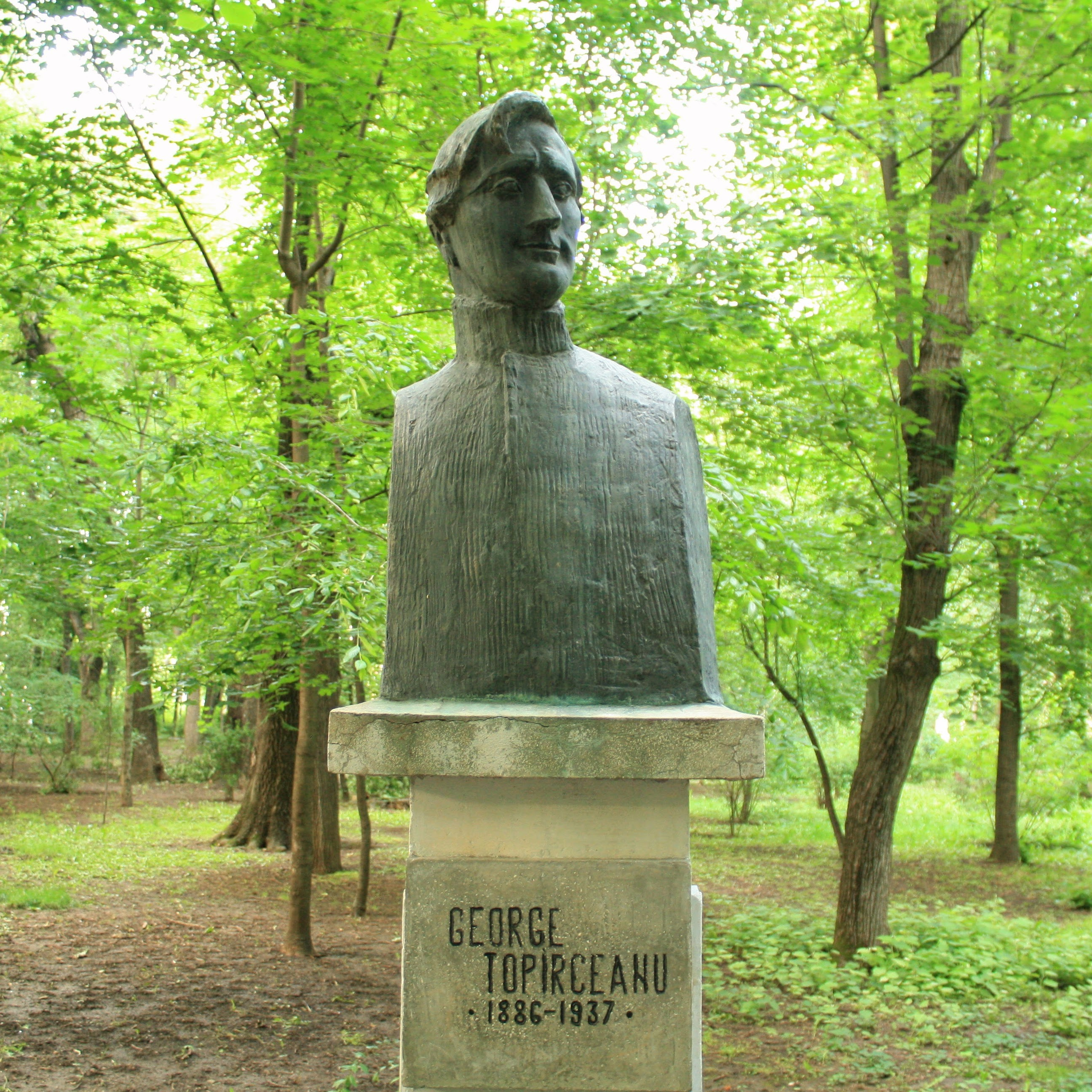
George Topîrceanu
Ciprian Porumbescu (bustul original)
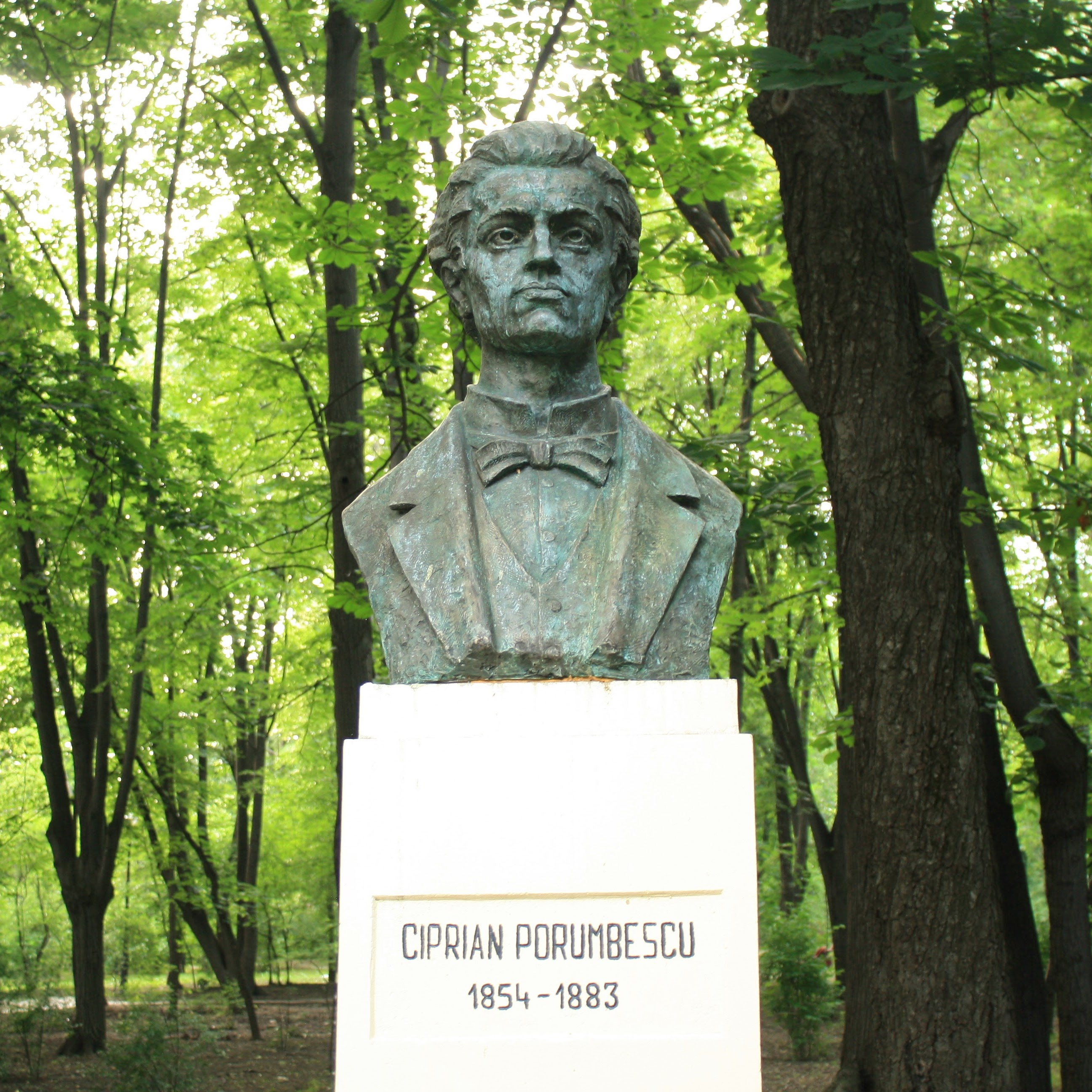
Ciprian Porumbescu (reproducere contemporană)
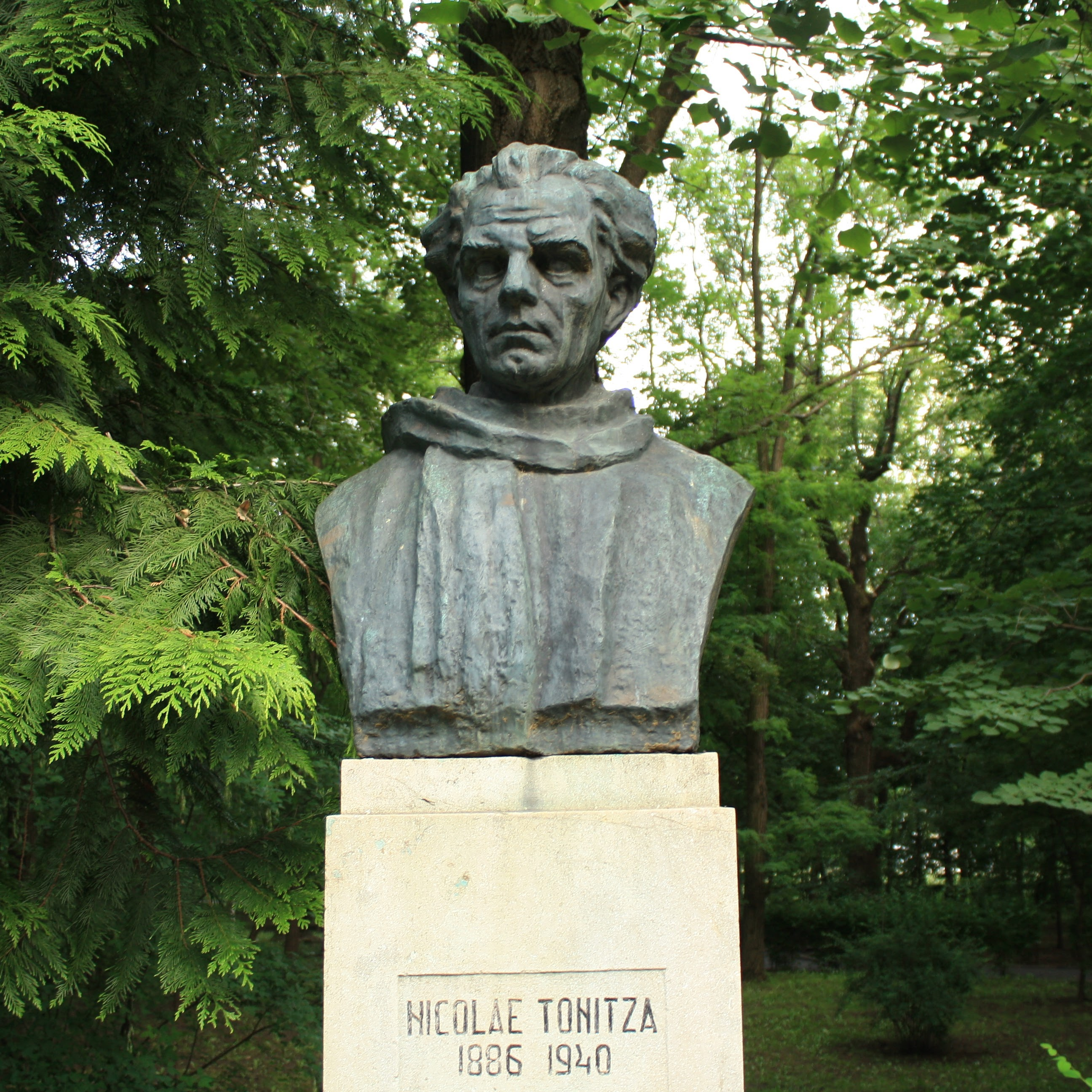
Nicolae Tonitza
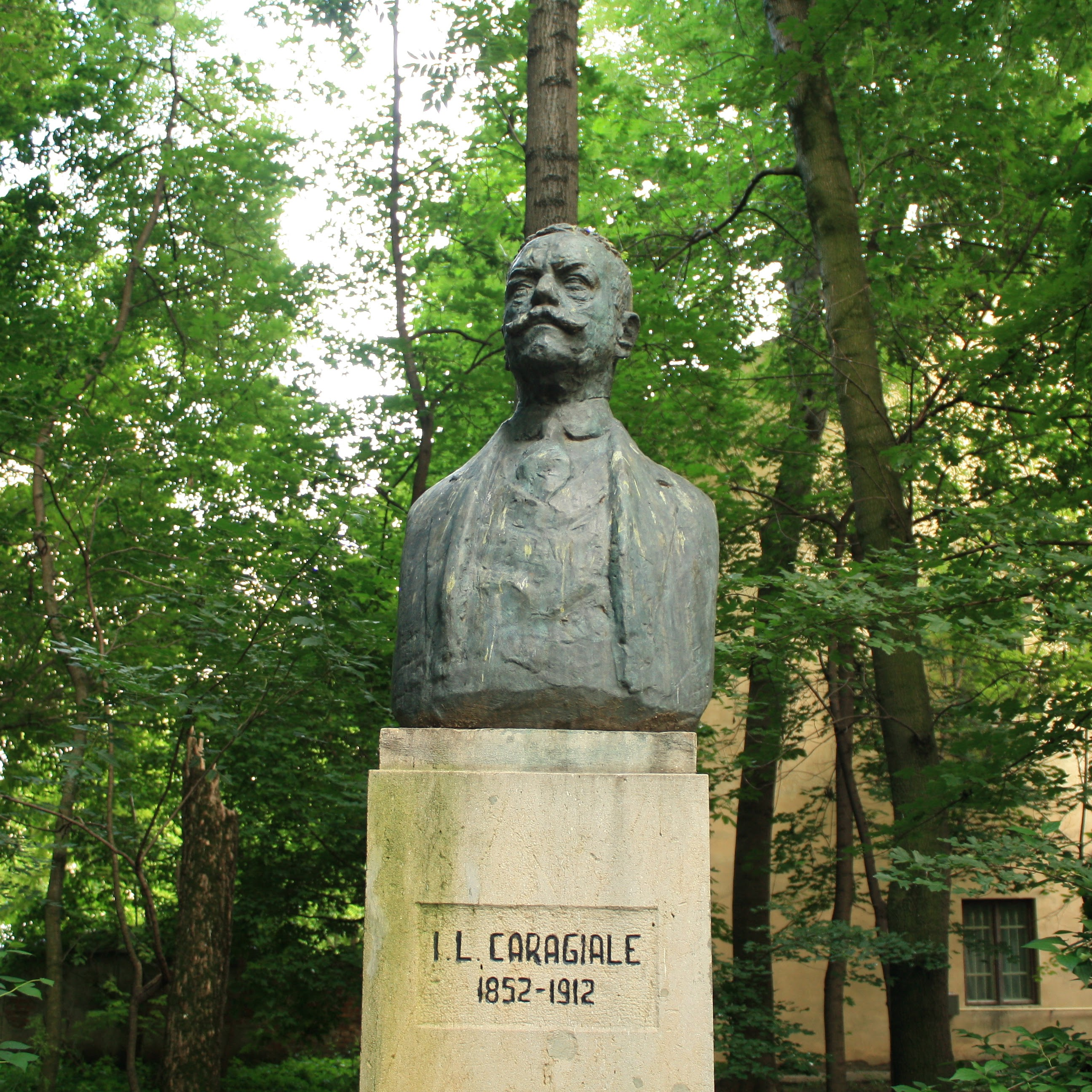
Ion Luca Caragiale
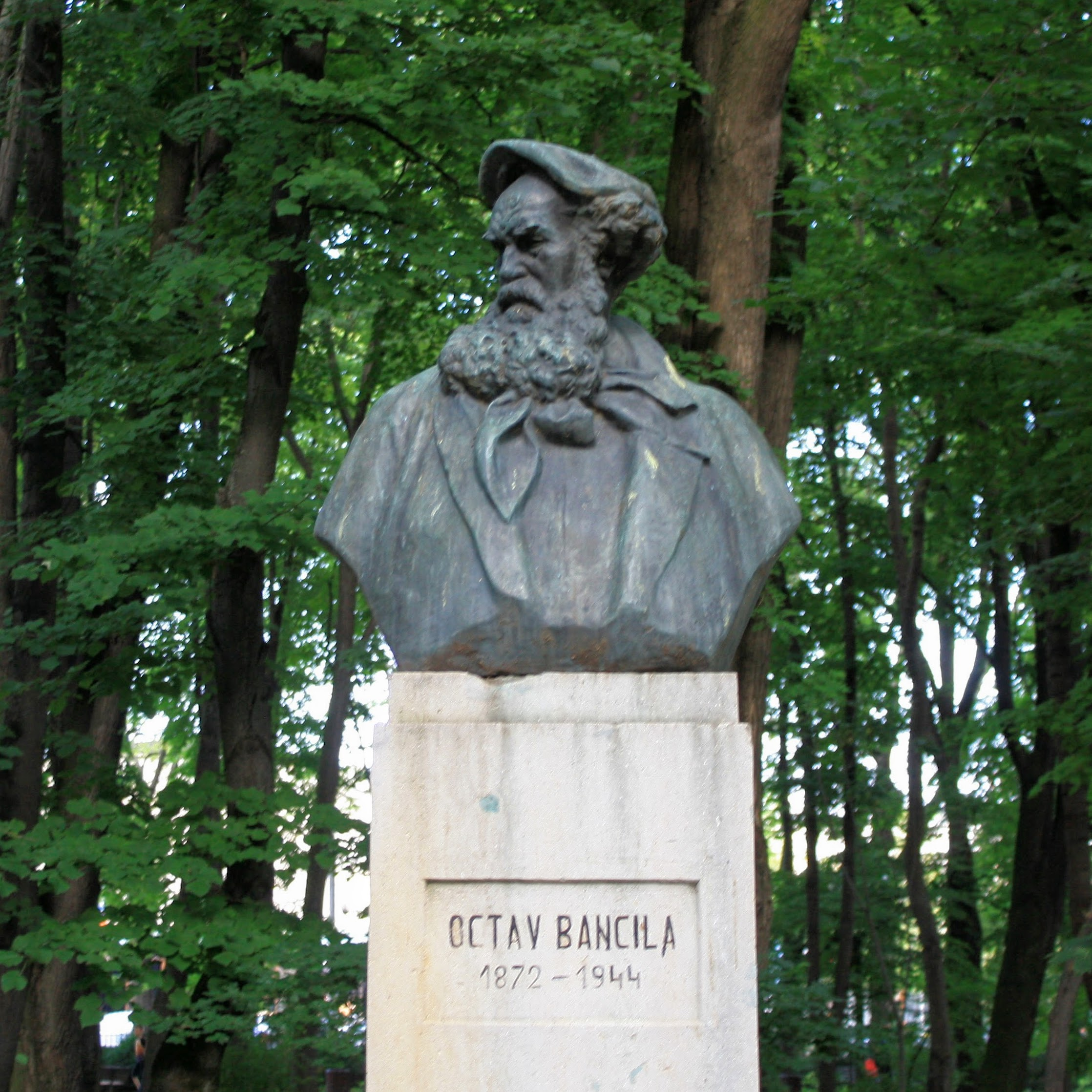
Octav Băncilă
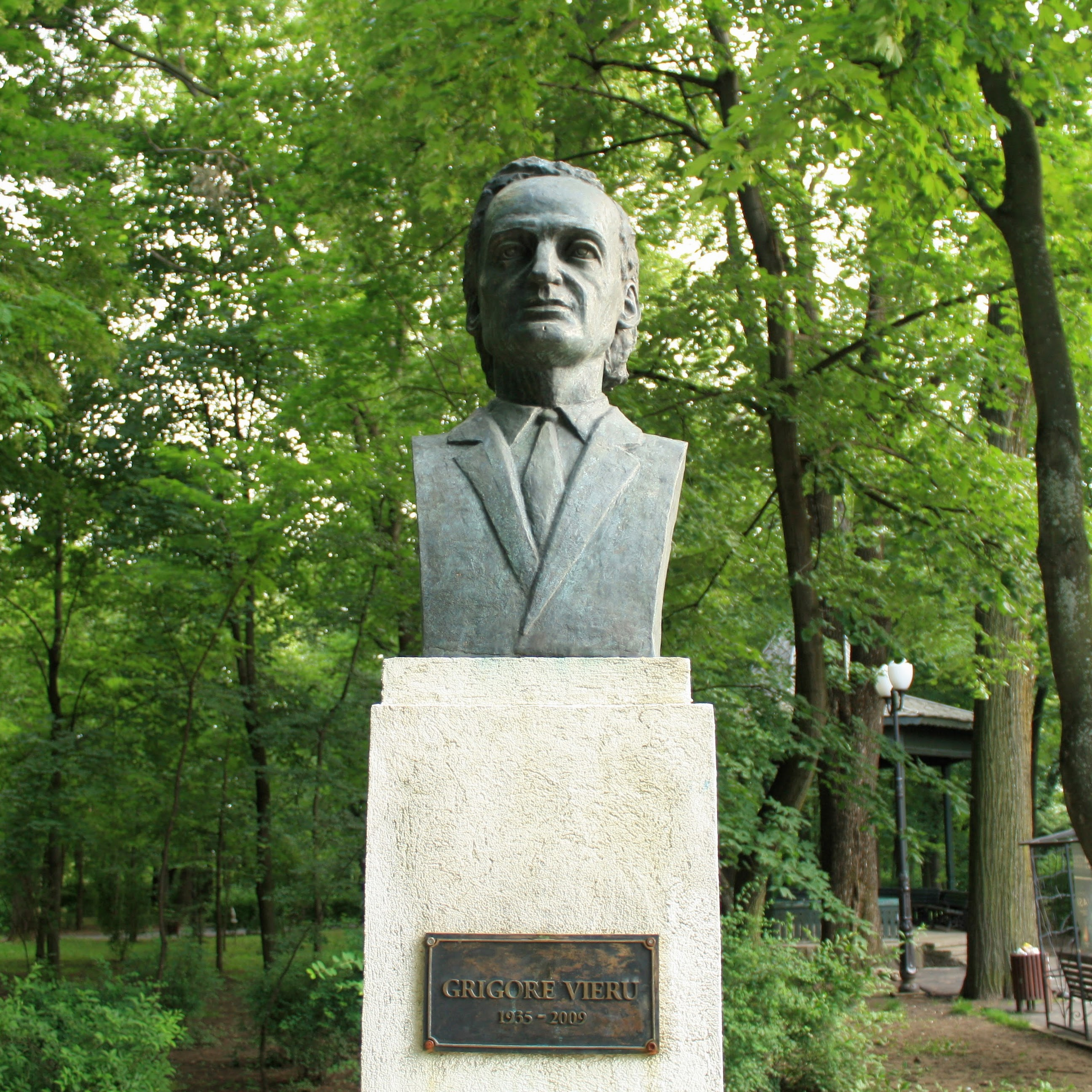
Grigore Vieru

### Fântâna
Singura fântână care a rămas în picioare în Parcul Copou este situată în parterul central al grădinii, în apropierea de intrarea în Muzeul "Mihai Eminescu".

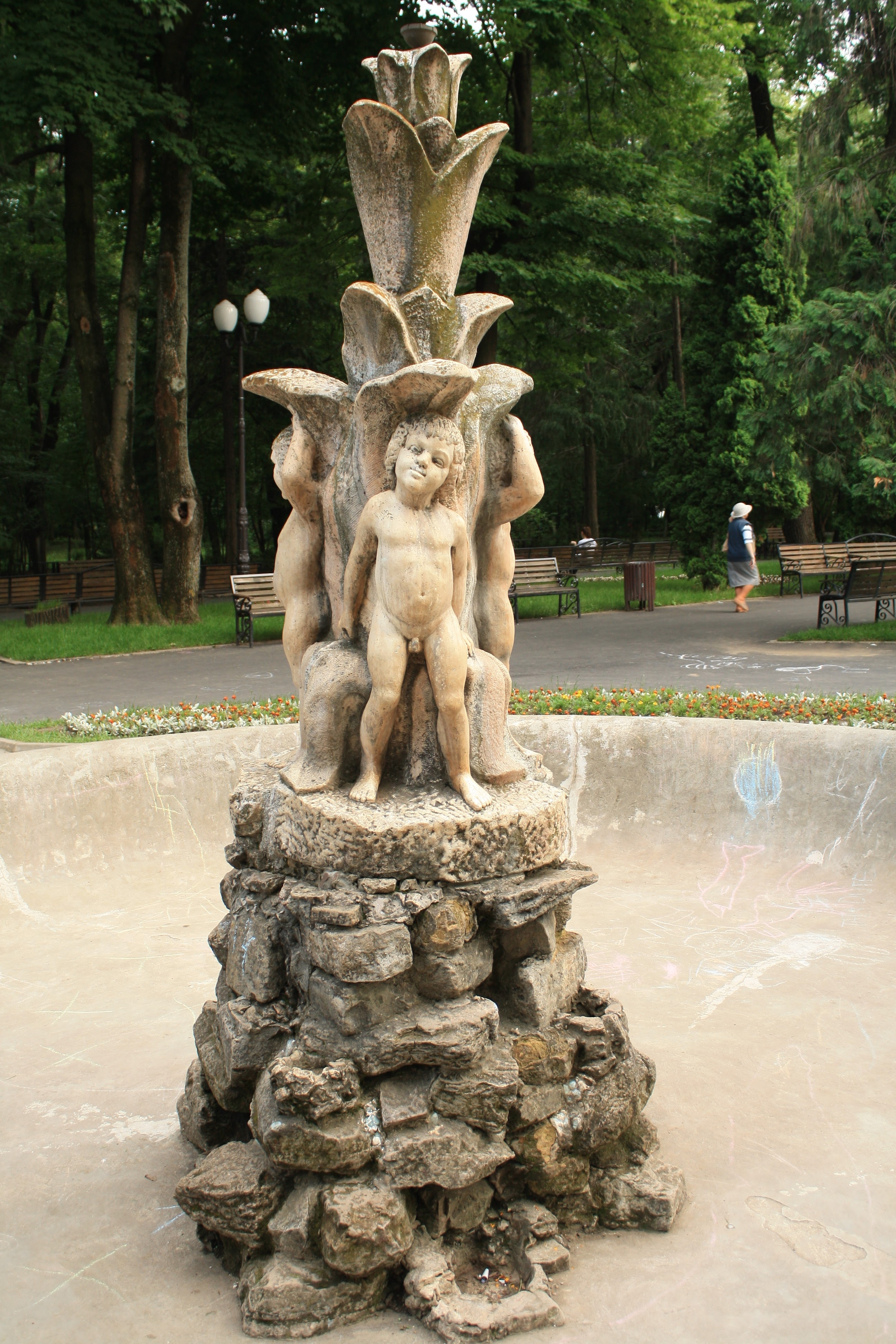

### Garduri și grilaje
În secolul al XIX-lea împrejmuirea Parcului Copou a făcut obiectul mai multor studii și proiecte arhitecturale, dintre care s-au păstrat în arhive documente din anii 1850 și 1865. În prezent gardul de pe latura principală a parcului, de-a lungul bulevardului Carol I (est), este construit din piatră de Șcheia.

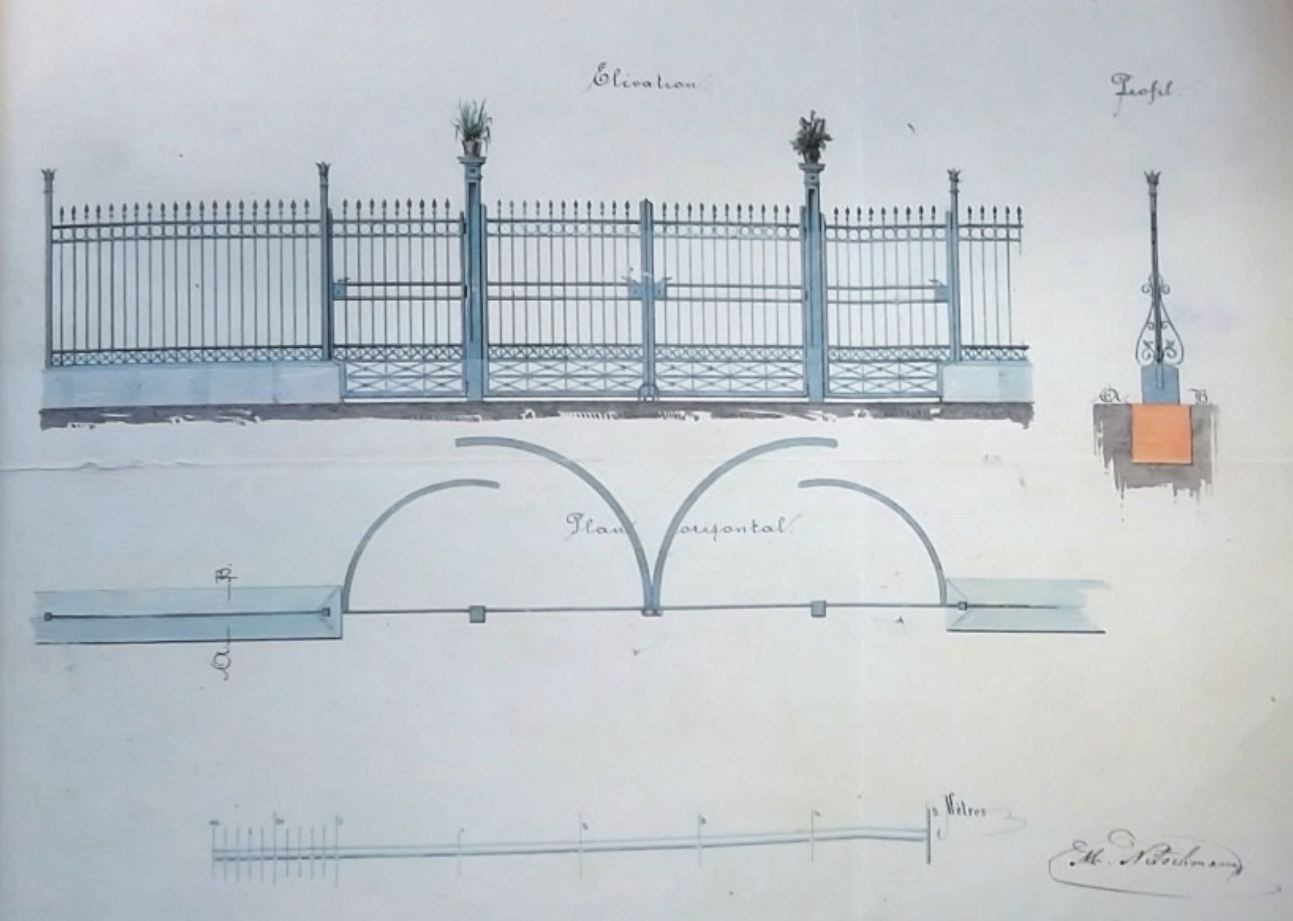
Parcul Copou (grilajul) (imagine de arhivă) (1850)
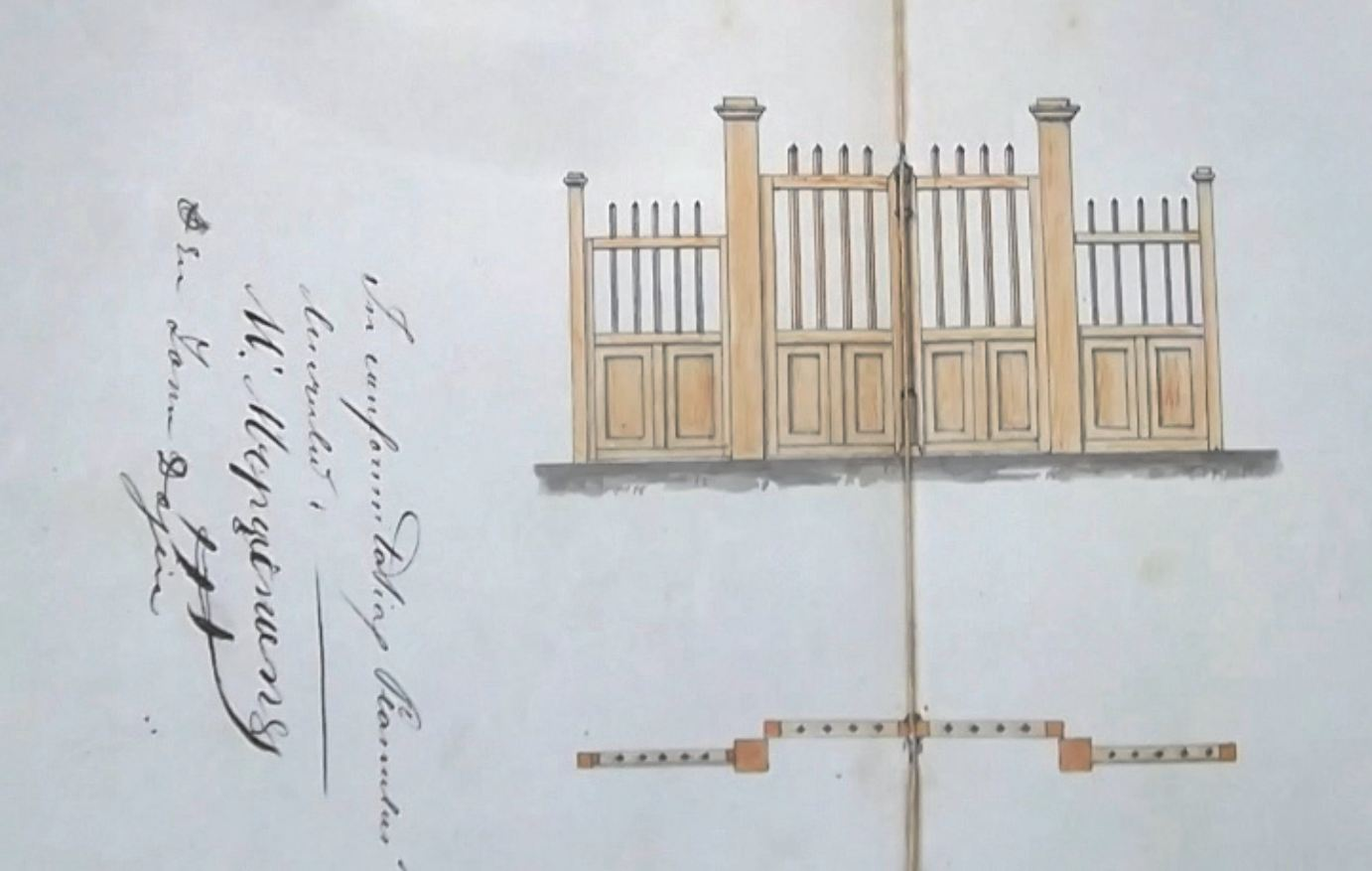
Parcul Copou (poarta din spate) (proiect) (imagine de arhivă) (1865)
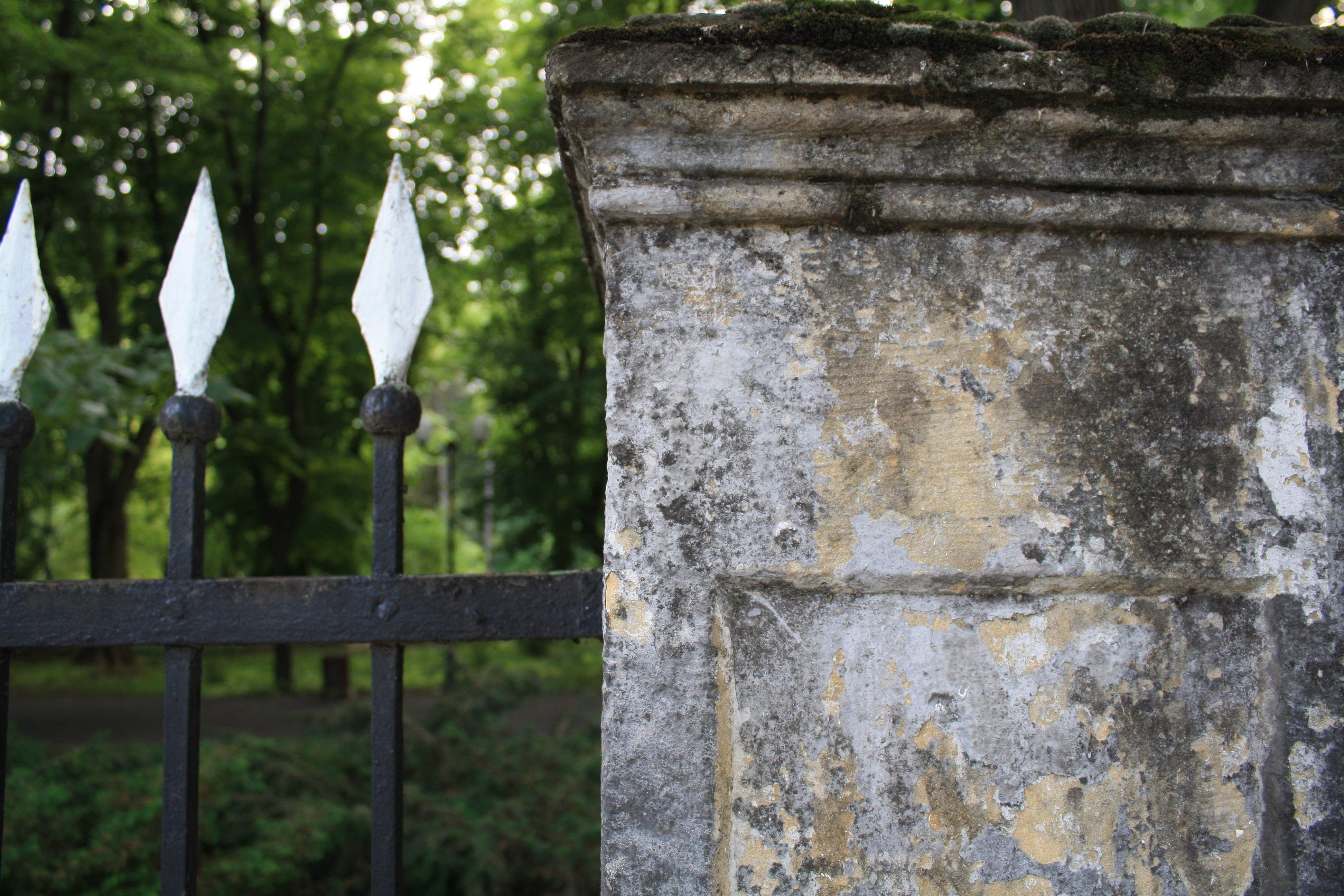
Parcul Copou (gardul principal) (detaliu)
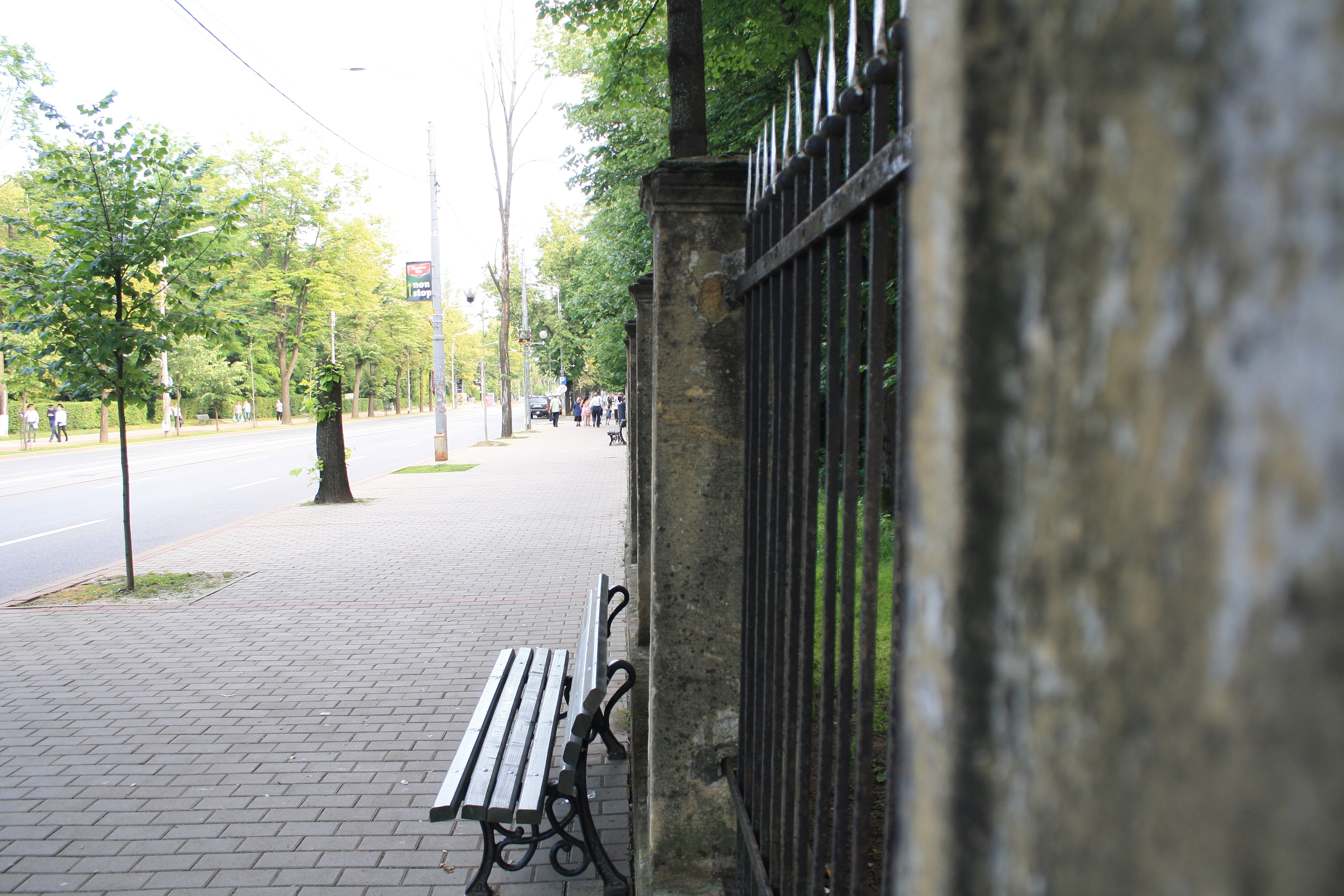
Parcul Copou (gardul principal) (detaliu)
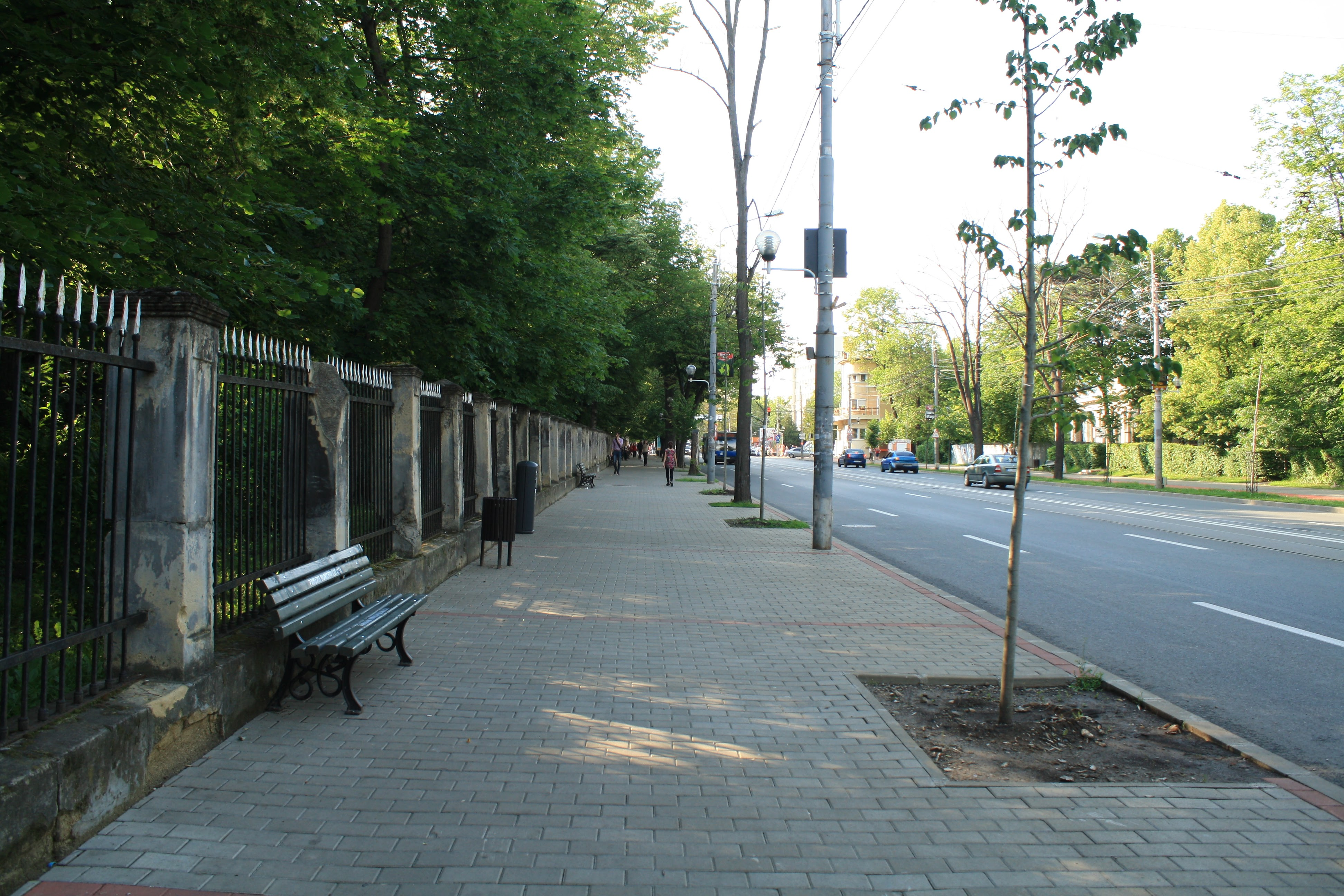
Parcul Copou (gardul principal) (perspectivă longitudinală)